# 光唇草䲁
光唇草䲁（學名：Clinus superciliosus），為輻鰭魚綱䲁形目胎䲁科草䲁屬的一個種，分布於東南大西洋納米比亞北部至南非凱伊河半鹹水、海域，本魚身體粗壯略側扁，雄性有較高的背脊，由前三根棘刺組成，頭大而尖，嘴大，嘴唇厚，眼睛上方有明顯的捲鬚，成年個體的捲鬚可能幾乎沒有分枝或非常濃密，顏色變化很大，從白色到黃色、橙色、紅色、棕色到深綠色，鰓蓋上常見深色斑紋，眼睛至尾柄有一條寬闊的白色帶紋，這條白色帶可能是連續或斷開，眼睛有寬的放射狀條紋，虹膜為紅色或黃色，背鰭硬棘31-42枚、背鰭軟條5-10枚、臀鰭硬棘2枚、臀鰭軟條21-30枚，體長可達30公分，棲息在岩石或沙底質水域，以底棲甲殼類、海膽、腹足類、多毛類和其他魚類為食，雌魚產附著性卵，雄魚會守護卵，幼魚為浮游性，生活習性不明。